# أولغا مورينو
أولغا مورينو (9 يوليو 1979 ببرشلونة في إسبانيا - ) (بالإسبانية: Olga Moreno Peral)‏ هي لاعبة كرة قدم إسبانية في مركز الدفاع. شاركت مع منتخب إسبانيا لكرة القدم للسيدات. أما مع النوادي، فقد لعبت مع نادي برشلونة لكرة القدم للسيدات وLevante UD Femenino ‏ وCE Sabadell (women) ‏ وCE Sant Gabriel ‏ وRCD Espanyol (women) ‏.

## وصلات خارجية
- أولغا مورينو على موقع الاتحاد الدولي (مؤرشف)  (الإنجليزية)